# Корявко Іван Порфирійович
Іван Порфирович Корявко (1906 — 1980) — генерал-майор Радянської Армії, учасник Німецько-радянської війни, Герой Радянського Союзу (1945).

## Життєпис
Іван Корявко народився 20 серпня (за новим стилем — 2 вересня) 1906 року в селі Пигарівка (нині — Середино-Будський район Сумської області України). Рано залишився без батьків, після закінчення чотирьох класів школи працював ковалем, потім на будівництві водосховища в Криму. У 1926 році Корявко був призваний на службу в Робітничо-селянську Червону Армію. У 1930 році він закінчив Ленінградське військово-інженерне училище, в 1938 році — Вищі академічні курси при Військово-інженерної академії. У 1940 році в званні підполковника керував в Прибалтійському особливому військовому окрузі 5-м управлінням оборонного будівництва, возводившим оборонні рубежі в районі Паланги і Кретинга. З червня 1941 року — на фронтах Німецько-радянської війни. Брав участь у боях на Північно-Західному, Донському, Сталінградському, Південному, 2-му і 4-му Українському фронтах. Брав участь у Сталінградській битві, звільненні Краснодарського краю, Української РСР, Криму, Польщі.
До січня 1945 року полковник Іван Корявко командував 23-ї моторизованої штурмової інженерно-саперної бригади 13-ї армії 1-го Українського фронту. Відзначився під час форсування Одеру. Коли передові частини армії вийшли до Одеру в районі Штейнау (нині — Сцинава) і виявили, що міст підірваний противником, бригада Корявко отримала наказ навести новий. Перший побудований їй міст був зірваний льодоходом, і тоді частини бригади успішно провели ще два високих мосту, за яким інші частини успішно подолали. Всі роботи велися у виключно тяжких умовах постійних бомбардувань і артобстрілів.
Указом Президії Верховної Ради СРСР від 6 квітня 1945 року за вміле керівництво бойовими діями інженерно-саперної бригади по захопленню плацдарму на правому березі річки Одер, за мужність і відвагу, проявлені в боях з ворогом" полковник Іван Корявко був удостоєний високого звання Героя Радянського Союзу з врученням ордена Леніна і медалі «Золота Зірка» за номером 6063.
Після закінчення війни Корявко продовжив службу в Радянській Армії. В 1958 році в званні генерал-майора він був звільнений у запас. Проживав у Москві. Помер 16 червня 1980 року, похований на Кунцевському кладовищі Москви.
Був нагороджений двома орденами Леніна, трьома орденами Червоного Прапора, орденами Богдана Хмельницького 2-го ступеня та Вітчизняної війни 1-го ступеня, двома орденами Червоної Зірки, польським орденом «Хрест Грюнвальда» 3-го ступеня, поруч медалей.

## Пам'ять
В честь Корявко названий мікрорайон в Армянську.